# Літаки не приземлилися
«Літаки не приземлилися» — радянський художній фільм, знятий режисером Загідом Сабітовим в 1963 році на студії «Узбекфільм». Прем'єра фільму відбулася 22 лютого 1964 року.

## Сюжет
Фільм антизахідної, антибуржуазної спрямованості. Дія фільму відбувається на Близькому Сході. Помста трьох підлітків, які вбили прокурора за несправедливо звинувачених і страчених батьків, і похорони сестри одного з них, що наклала на себе руки, — Аміри, збезчещеної американським льотчиком, що вилилися в демонстрацію протесту проти хазяйнування в країні американців, які призводять до національних заворушень та захоплення американських військових аеродромів.

## У ролях
- Леонід Сенченко — Фархад
- Наріман Латіпов — Юсуф
- Семен Чунгак — Мірза
- Ельвіра Бруновська — Фаріда
- Тінатін Бєлоусова — Аміра
- Вадим Бероєв — Ріад
- Раззак Хамраєв — Ісмалі
- П. Арханов — Ікрамі
- Всеволод Якут — Арсан
- Карп Мукасян — президент
- Гегам Воскян — Махмуд-хан
- Мелік Дадашев — Ях'я
- Микола Гарін — Гібсон
- Георгій Шевцов — Гарді
- Сергій Годзі — Мерроу
- Хікмат Латипов — залізничник

## Знімальна група
- Режисер — Загід Сабітов
- Сценаристи — Лев Аркадьєв, Олександр Філімонов
- Оператор — Микола Рядов
- Композитор — Муталь Бурханов
- Художник — Валентин Синиченко